# Аделхайд фон Хоенлое-Лангенбург
Вижте пояснителната страница за други личности с името Аделхайд.
Аделхайд Виктория Амалия Луиза Мария Констанца фон Хоенлое-Лангенбург (на немски: Adelheid Victoria Amalie Louise Maria Konstanze zu Hohenlohe-Langenburg; * 20 юли 1835, Лангенбург; † 25 януари 1900, Дрезден) е принцеса от Хоенлое-Лангенбург и чрез женитба херцогиня на Шлезвиг-Холщайн.

## Биографияя
Тя е дъщеря на княз Ернст I фон Хоенлое-Лангенбург (1794 – 1860) и принцеса Феодора фон Лайнинген (1807 – 1872), дъщеря на княз Емих Карл фон Лайнинген (1763 – 1814) и втората му съпруга принцеса Виктория фон Сакс-Кобург-Заалфелд (1786 – 1861). Майка ѝ е по-голяма полусестра на кралица Виктория (упр. 1837 – 1901) и племенница на белгийския крал Леополд I (упр. 1831 – 1865).
Френският император Наполеон III (1808 – 1873) иска през 1852 г. ръката на Аделхайд, но кралица Виктория попречва на това.
Аделхайд фон Хоенлое-Лангенбург се омъжва на 11 септември 1856 г. в Лангенбург за херцог Фридрих VIII фон Шлезвиг-Холщайн (* 6 юли 1829, дворец Августенбург, Дания; † 14 януари 1880, Визбаден), големият син на херцог Кристиан Август фон Шлезвиг-Холщайн-Зондербург-Августенбург (1798–1869).
На 19 ноември 1863 г. Фридрих VIII започва управлението на Шлезвиг-Холщайн. Той не е признат за херцог от короните на Дания, Австрия и Прусия. През 1867 г. херцогствата му са включени към Кралство Прусия. Фамилията напуска херцогството, оттегля се в Примкенау в Долна Саксония и Фридрих построява нов дворец.
Аделхайд фон Хоенлое-Лангенбург умира на 25 януари 1900 г. на 64 години в Дрезден. Погребана е в двореца Примкенау.

## Деца
Аделхайд фон Хоенлое-Лангенбург и Фридрих VIII фон Шлезвиг-Холщайн имат седем деца:
- Фридрих (* 3 август 1857; † 29 октомври 1858)
- Августа Виктория фон Шлезвиг-Холщайн-Зондербург-Августенбург (* 22 октомври 1858, Долциг; † 11 април 1921, Доорн), последната германска императрица и кралица на Прусия, омъжена на 27 февруари 1881 г. за принц и по-късен кайзер Вилхелм II (1859 – 1941
- Виктория Фридерика Августа Мария Каролина Матилда (* 25 януари 1860, Августенбург; † 20 февруари 1932, Грюнхолц), омъжена на 19 март 1885 г. за херцог Фридрих Фердинанд фон Шлезвиг-Холщайн-Зондербург-Глюксбург (1855 – 1934)
- Фридрих Виктор Леополд Кристиан Герхард (* 20 януари 1862, Долциг; † 11 април 1862, Долциг)
- Ернст Гюнтер (* 11 август 1863, Долциг; † 22 февруари 1921, Примкенау), херцог на Шлезвиг-Холщайн-Зондербург-Августенбург, пруски генерал на кавалерията, женен на 2 август 1898 г. в Кобург за принцеса Доротея фон Саксония-Кобург и Гота (1881 – 1967)
- Луиза София фон Шлезвиг-Холщайн-Зондербург-Аугустенбург (* 8 април 1866, Кил; † 28 април 1952, Бад Наухайм), омъжена в Берлин на 24 юни 1889 г. за принц Фридрих Леополд Пруски (1865 – 1931).
- Феодора Аделхайд Хелена Луиза Каролина Густава Паулина Алица Жени (* 3 юли 1874, Примкенау; † 21 юни 1910, Оберасбах), неомъжена

## Галерия
- Дворец Примкенау
 (ок. 1860)
- Фридрих VIII фон Шлезвиг-Холщайн
- От ляво надясно: Каролина Матилда, Августа Виктория, Луиза София и Ернст Гюнтер,
 (Гота, ок. 1869)